# Universidade Başkent
A Universidade Başkent (em turco:  Başkent Üniversitesi) é uma universidade privada sediada em Ancara, Turquia, Foi fundada em 13 de janeiro de 1994 pelo médico Prof. Mehmet Haberal[a]. Além do polo principal de Ancara, a universidade tem diversos centros de investigação médica espalhados pela Turquia.
A universidade foi a primeira universidade privada da Turquia com cursos de ciências da saúde. A sua fundação resultou da cooperação entre o "Instituto Turco de Transplantação e Tratamento de Queimados" e a "Fundação Haberal para  a Educação". A universidade cresceu sem apoio governamental e conta atualmente com as seguintes faculdades:
- Belas Artes, Design e Arquitetura
- Comunicações
- Medicina dentária
- Economia e Gestão
- Educação
- Engenharia
- Ciências da Saúde
- Medicina
- Direito
- Ciências e Letras
- Ciências Comerciais

Além das faculdades, a universidade conta com quatro centros, sete institutos, cinco escolas, três delas profissionais, onze unidades de saúde (hospitais, centros de reabilitação e centros de hemodiálise) e é também dona de dois hotéis.